# الرقابة في كوريا الشمالية
تعرف كوريا الشمالية درجة عالية من الرقابة بحكم الأمر الواقع على حرية الصحافة. فمن العادة العثور على هذا البلد يتربع في أسفل تصنيف المؤشر العالمي لحرية الصحافة الذي ينشر سنويا من قبل منظمة مراسلون بلا حدود، فبين 2007 و2009 أدرجت كوريا الشمالية في الترتيب ما قبل الأخير (إريتريا أحتلت مؤخرة التصنيف) من أصل 169 دولة، وفي الفترة بين 2002 حتى عام 2006 كانت مدرجة الأسوأ عالميًا.
جميع وسائل الإعلام تملكها وتسيطر عليها حكومة كورية الشمالية بشكل صارم. فجميعها تحصل على الأخبار من وكالة الانباء المركزية الكورية، كما تخصص جزء كبير من مواردها ووقتها للدعاوة والترويج السياسي لشخصية كيم ايل سونغ وكيم جونغ ايل وكيم جونغ أون. وتروج وسائل الإعلام بشكل روتيني لإدعاءات وخطابات مشحونة ضد الغرب والولايات المتحدة وإسرائيل واليابان وكوريا الجنوبية.[انحياز]

## الرقابة على الإذاعة والتلفزيون
أجهزة الراديو والتلفزيون التي يمكن شراؤها في كوريا الشمالية معدة مسبقا لاستقبال ترددات القنوات الحكومية فقط، ومختومة بتحذير يمنع العبث بالمعدات. ويعتبر التلاعب بتلك الأجهزة لاستقبال موجات بث إذاعي أو تلفزيوني خارجي جريمة جنائية خطيرة. سنة 2003 تلقت خلايا النظام في كل أحياء وقرى البلاد تعليمات من رئيس الحزب للتحقق من الأختام الموضوعة في جميع أجهزة الراديو.

## الإنترنت
سنة 2006 وصف جوليان باين، رئيس المكتب المختص بالإنترنت في منظمة مراسلون بلا حدود، أن كوريا الشمالية تعد أسوء ثقب أسود في عالم الإنترنت في قائمة أعداء الإنترنت ال13 التي تنشرها المنظمة.
الاتصال بالإنترنت غير مسموح به في كوريا الشمالية. سوى عدد قليل جدا من المسؤولين الحكوميين هم الذين يتمكنون من الدخول إلى شبكة الإنترنت من خلال اتصال سري مستأجر من الصين .